# Microsoft Office 2011 voor Mac
Microsoft Office 2011 voor Mac is een versie van het kantoorsoftwarepakket Microsoft Office voor Mac. Het is de opvolger van Microsoft Office 2008 voor Mac en is vergelijkbaar met Microsoft Office 2010 voor Windows. In 2015 werd het op zijn beurt opgevolgd door Microsoft Office 2016.

## Nieuwe functies
Microsoft Office 2011 voor Mac bevat verbeterde ondersteuning voor bedrijven en de functies komen meer overeen met de Windows-editie van Microsoft Office. Door de toevoeging van het lint is de interface nu hetzelfde als die van Office 2007 en Office 2010 voor Windows. Office 2011 voor Mac bevat een nieuwe versie van Microsoft Office Outlook, geschreven met Mac OS X's Cocoa-API en volle ondersteuning voor Microsoft Exchange 2007, die Microsoft Office Entourage vervangt. Ook nieuw is de ondersteuning voor Visual Basic die in Office 2008 voor Mac verdwenen was.

## Systeemeisen
Microsoft raadt 1 GB werkgeheugen aan en 2,5 GB vrije schijfruimte. Verder vereist Microsoft Office een beeldscherm met een minimale resolutie van 1280 x 768 en is respectievelijk een DVD-speler en internetverbinding nodig voor DVD-versie of de downloadversie.

## Beperkingen
Microsoft Office 2011 voor Mac heeft een aantal beperkingen ten opzichte van Microsoft Office 2010 voor Windows: Het ondersteunt ActiveX niet en kan niet overweg met bijlagen in RTF-e-mailberichten. Het formaat OpenDocument wordt evenmin ondersteund.
Een andere beperking in Word 2011 is dat er bij de talen Hebreeuws en Arabisch geen ondersteuning is voor het schrijven van rechts naar links.

## Edities
Er zijn verschillende edities verkrijgbaar van Office 2011 voor Mac:
| Programma's en services              | Home & Student  | Home & Business | Academic   | Standard   |
| ------------------------------------ | --------------- | --------------- | ---------- | ---------- |
| Word                                 | Inbegrepen      | Inbegrepen      | Inbegrepen | Inbegrepen |
| PowerPoint                           | Inbegrepen      | Inbegrepen      | Inbegrepen | Inbegrepen |
| Excel                                | Inbegrepen      | Inbegrepen      | Inbegrepen | Inbegrepen |
| Outlook                              | Niet Inbegrepen | Inbegrepen      | Inbegrepen | Inbegrepen |
| Communicator                         | Niet inbegrepen | Niet inbegrepen | Inbegrepen | Inbegrepen |
| Office Web Apps                      | Niet inbegrepen | Niet inbegrepen | Inbegrepen | Inbegrepen |
| Remote Desktop Connection            | Niet inbegrepen | Niet inbegrepen | Inbegrepen | Inbegrepen |
| Information Rights Management        | Niet inbegrepen | Niet inbegrepen | Inbegrepen | Inbegrepen |
| Windows Share Point Services Support | Niet inbegrepen | Niet inbegrepen | Inbegrepen | Inbegrepen |
| Technische ondersteuning             | 90 dagen        | 1 jaar          | -          | -          |

De Home & Student-editie is beschikbaar als licentie voor één computer en als familypack voor drie computers. De Home & Business-editie is beschikbaar als licentie voor één computer en als multipack voor twee computers. De Standard-editie is enkel verkrijgbaar als een volumelicentie.